# مایتریا-ناثا
مایتریا-ناثا (حدود ۲۷۰–۳۵۰ پس از میلاد) نامی است که استفاده از آن توسط دانشمندان بودایی پیشگام اریک فراووالنر، جوزپه توچی و هاکوجو اوی برای متمایز کردن یکی از سه بنیانگذار مکتب فلسفه بودایی، یوگاچارا، همراه با دو شخصیت دیگر بودایی، آسانگا و واسوباندو پیشنهاد شده‌است. برخی از محققان معتقدند که مایتریا یک شخصیت تاریخی در هند است. اما خود روایات معتقدند که منظور از مایتریا، بودای آینده یا بوداهود است.

## دیدگاه‌های دانشگاهی
دانشمندان در این عقیده اختلاف دارند که آیا این نام به یک معلم انسانی تاریخی آساگا اشاره دارد یا به بودیساتوا مایتریا. اریک فراووالنر، جوزپه توچی و هاکوجو اوی واقعیت تاریخی داشتن این شخص را به عنوان یک احتمال پیشنهاد کردند، در حالی که اریک اوبرمولر و فئودور شچیرباتسکوی در تاریخی بودن این شخصیت تردید داشتند.